# Сен-Жермен (Ардеш)
Сен-Жерме́н (фр. Saint-Germain, окс. Sant Germain) — коммуна во Франции, находится в регионе Рона — Альпы. Департамент коммуны — Ардеш. Входит в состав кантона Вильнёв-де-Бер. Округ коммуны — Ларжантьер.
Код INSEE коммуны — 07241.

## Население
Население коммуны на 2008 год составляло 619 человек.
| 1962 | 1968 | 1975 | 1982 | 1990 | 1999 | 2008 |
| ---- | ---- | ---- | ---- | ---- | ---- | ---- |
| 241  | 267  | 212  | 280  | 340  | 505  | 619  |

## Экономика

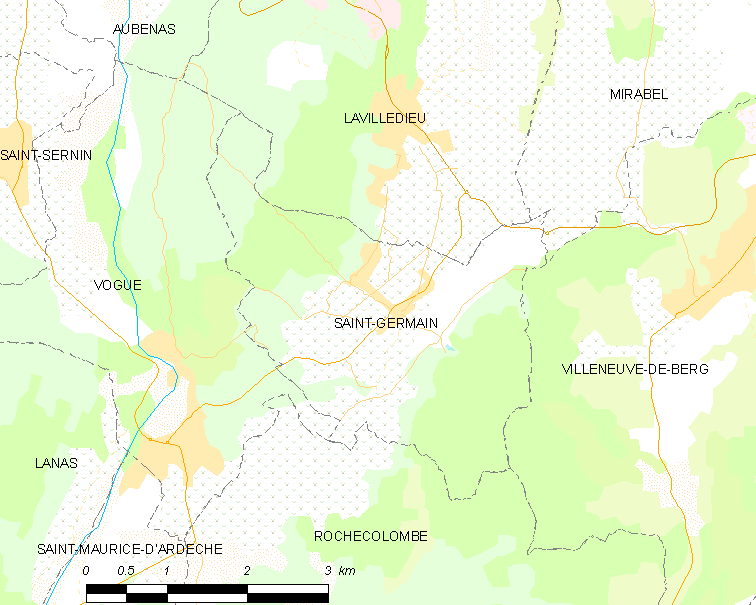
Карта коммуны

В 2007 году среди 414 человек в трудоспособном возрасте (15—64 лет) 305 были экономически активными, 109 — неактивными (показатель активности — 73,7 %, в 1999 году было 70,5 %). Из 305 активных работали 266 человек (145 мужчин и 121 женщина), безработных было 39 (17 мужчин и 22 женщины). Среди 109 неактивных 37 человек были учениками или студентами, 31 — пенсионерами, 41 были неактивными по другим причинам.

## Достопримечательности
- Галло-римский межевой столб на въезде в деревню
- Церковь дю Бург